# ディラントーマス
ディラントーマス (Dylan Thomas) はアイルランドの競走馬である。芝の中長距離を得意とし、アイリッシュダービーやキングジョージ6世&クイーンエリザベスステークス、凱旋門賞に優勝するなど活躍した。2007年度カルティエ賞年度代表馬、最優秀古馬。
半姉にチェヴァリーパークステークスを勝ったクイーンズロジック (Queen's Logic) 、半妹にイギリス1000ギニーを勝ったホームカミングクイーン (Homecoming Queen) がいる。

## 概要

### 2歳・3歳時（2005年・2006年）
デビューから2連勝で初重賞挑戦となったオータムステークス（G3）では単勝1番人気になるも勝ち馬からクビ差の2着と惜敗。初G1挑戦となったレーシングポストトロフィーも6着と惨敗した。
しかし距離を伸ばした翌2006年初戦のダービートライアルステークス (G2) で初重賞制覇すると、ダービーステークス3着をはさんで挑んだアイリッシュダービーで初G1制覇を挙げる。インターナショナルステークスでは4着と凡走したが続くアイリッシュチャンピオンステークスでも女傑・ウィジャボードを破りG1勝ち数を2に伸ばした。この後陣営はアメリカ遠征を行い、ブリーダーズカップ・クラシック参戦を視野に入れその前哨戦としてジョッキークラブゴールドカップに出走したが、初のダート戦であったこの競走では勝ち馬・バーナーディニらに全く付いていけず、32馬身1/4差も離された最下位の4着に大敗してしまう。この結果からブリーダーズカップ・クラシックへの出走は断念され、帰国して休養に入ることとなった。

### 4歳時（2007年）
体勢を立て直した2007年は初戦のリステッド競走・アレッジドステークスで圧倒的な1番人気に応え3馬身差の快勝。続くガネー賞 (G1) でも勝利した。その後はタタソールズゴールドカップ、プリンスオブウェールズステークスで共に2着に敗れたが、イギリスの最高峰の競走であるキングジョージ6世&クイーンエリザベスステークスでは4馬身差の快勝。改めて実力を示した。次走のインターナショナルステークスでは当年のエプソムダービー勝ち馬のオーソライズドに1馬身差届かず2着に敗戦したが、アイリッシュチャンピオンステークスでは史上初の連覇を達成した。
続いて第86回凱旋門賞に出走する。当レースは3歳馬が有利とあって、レース前にはオーソライズド圧倒的に有利と言われていた。そのレースでは、最後の直線で馬群中団から力強く抜け出すが、最後に失速してユームザインに頭差まで詰め寄られるが何とか押し切ってゴール板を駆け抜けた。しかし、斜行したことによりソルジャーオブフォーチュンの進路を妨害し30分近く審議が行われたが、最後は着順通り決まり晴れて優勝が決まった。エイダン・オブライエン調教師に初の凱旋門賞勝利をもたらした。キングジョージ6世&クイーンエリザベスステークスと凱旋門賞の同一年制覇は1995年のラムタラ以来、古馬としては1958年のバリーモス以来のことであった。しかし、同馬が降着にならなかったことに対しては、問題になり、国によって異なる制裁に対して、見直しを求める声も多かった。
次走はブリーダーズカップ・ターフに出走。しかし、イングリッシュチャンネルの5着と敗れた。これを最後に引退を予定されていたが、第27回ジャパンカップの招待を受諾し、11月15日に来日した。来日後は競馬学校で調整が続けられていたが、11月20日に馬ウイルス性動脈炎 (EVA) の陰性が確認できなかったため、日本とアイルランド両国間の衛生条件上の規定により、日本への入国が許可されず、同競走に出走できなくなった。そのため代わりとして香港ヴァーズに急遽出走することとなり、11月26日に香港へ向けて出発した。12月9日に行われた香港ヴァーズでは1番人気に推されたが、レースではやや出遅れて道中後方に待機するも直線での不利もあって全く伸びず、ドクターディーノの7着と大敗した。

### 競走成績
| 出走日     | 競馬場           | 競走名                     | 格 | 距離      | 着順 | 騎手           | 着差       | 1着（2着）馬        |
| ---------- | ---------------- | -------------------------- | -- | --------- | ---- | -------------- | ---------- | ------------------- |
| 2005.06.30 | ティペラリー     | 未勝利                     |    | 芝7f100y  | 1着  | K.ファロン     | 1馬身      | (Galantas)          |
| 2005.09.10 | レパーズタウン   | レヴィS                    |    | 芝7f      | 1着  | K.ファロン     | 3/4馬身    | (Royal Power)       |
| 2005.09.10 | ソールスベリー   | オータムS                  | G3 | 芝8f      | 2着  | J.ムルタ       | クビ       | Blitzkrieg          |
| 2005.10.22 | ドンカスター     | レーシングポストトロフィー | G1 | 芝8f      | 6着  | J.ムルタ       | 6 3/4馬身  | Palace Episode      |
| 2006.05.14 | レパーズタウン   | ダービートライアルS        | G2 | 芝10f     | 1着  | J.ヘファーナン | 1 1/2馬身  | (Mountain)          |
| 2006.06.03 | エプソム         | ダービーS                  | G1 | 芝12f10y  | 3着  | J.ムルタ       | クビ       | (Sir Percy)         |
| 2006.07.02 | カラ             | 愛ダービー                 | G1 | 芝12f     | 1着  | K.ファロン     | 3 1/2馬身  | (Gentlewave)        |
| 2006.08.22 | ヨーク           | 英国際S                    | G1 | 芝10f88y  | 4着  | M.キネーン     | 3馬身      | Notnowcato          |
| 2006.09.09 | レパーズタウン   | 愛チャンピオンS            | G1 | 芝10f     | 1着  | K.ファロン     | クビ       | （Ouija board）     |
| 2006.10.07 | ベルモントパーク | ジョッキークラブGC         | G1 | D10f      | 4着  | J.ヴェラスケス | 32 1/4馬身 | Bernardini          |
| 2007.04.15 | カラ             | アレッジドS                | L  | 芝10f     | 1着  | J.ヘファーナン | 3馬身      | (Fracas)            |
| 2007.04.29 | ロンシャン       | ガネー賞                   | G1 | 芝2100m   | 1着  | C.スミヨン     | 2馬身      | (Irish Wells)       |
| 2007.05.27 | カラ             | タタソールズGC             | G1 | 芝10f110y | 2着  | J.ヘファーナン | アタマ     | Notnowcato          |
| 2007.06.20 | アスコット       | プリンスオブウェールズS    | G1 | 芝10f     | 2着  | C.スミヨン     | 1 1/4馬身  | Manduro             |
| 2007.07.28 | アスコット       | KGVI&QES                   | G1 | 芝12F     | 1着  | J.ムルタ       | 4馬身      | (Youmzain)          |
| 2007.08.19 | ヨーク           | 英国際S                    | G1 | 芝10f88y  | 2着  | J.ムルタ       | 1馬身      | Authorized          |
| 2007.09.08 | レパーズタウン   | 愛チャンピオンS            | G1 | 芝10f     | 1着  | K.ファロン     | 1 1/2馬身  | (Duke of Marmalade) |
| 2007.10.07 | ロンシャン       | 凱旋門賞                   | G1 | 芝2400m   | 1着  | K.ファロン     | アタマ     | (Youmzain)          |
| 2007.10.27 | モンマスパーク   | BCターフ                   | GI | 芝12f     | 5着  | J.ムルタ       | 8 1/2馬身  | English Channel     |
| 2007.12.09 | 沙田             | 香港ヴァーズ               | G1 | 芝2400m   | 7着  | J.ムルタ       | 4 3/4馬身  | Doctor Dino         |

f: furlong (ハロン) 201.168 m 

y: yard (ヤード) 0.9144 m

## 種牡馬時代
2008年からアイルランドのクールモアスタッドで種牡馬入りした。初年度の種付料は5万ユーロ。初年度産駒は2011年デビュー。

### 代表産駒
※馬名はアルファベット順で表記、斜体はローカルグレード
- 2009年生
  - Blazing Speed / ブレイジングスピード - 2014年香港スチュワーズカップ、2015年クイーンエリザベス2世カップ、2016年香港チャンピオンズ&チャターカップ
  - Nymphea / ニンフェア - 2013年ベルリン大賞
  - Tannery / タネリー - 2013年E.P.テイラーステークス
- 2010年生
  - Pether's Moon / ペサーズムーン - 2015年コロネーションカップ
- 2011年生
  - Dylan Mouth / ディランマウス - 2014年ジョッキークラブ大賞、2015年ミラノ大賞
  - Final Score / *ファイナルスコア - 2014年リディアテシオ賞
- 2012年生
  - Nightflower / ナイトフラワー - 2015年・2016年オイロパ賞

※カタカナ馬名に付された*は、本邦輸入馬であることを示す。

### ブルードメアサイアーとしての主な産駒
- カシアス / Kemono （2015年産 2017年函館2歳ステークス、父キンシャサノキセキ、母ラブディラン）[2]

## 血統表
| ディラントーマスの血統   | ディラントーマスの血統                                 | ディラントーマスの血統                                 | （血統表の出典）                                       | （血統表の出典） |
| 父系                     | ダンジグ系（デインヒル系）                             | ダンジグ系（デインヒル系）                             | ダンジグ系（デインヒル系）                             | [ § 2 ]          |
| 父 *デインヒル 1986 鹿毛 | 父の父Danzig 1977 鹿毛                                 | Northern Dancer                                        | Nearctic                                               | Nearctic         |
| 父 *デインヒル 1986 鹿毛 | 父の父Danzig 1977 鹿毛                                 | Northern Dancer                                        | Natalma                                                |                  |
| 父 *デインヒル 1986 鹿毛 | 父の父Danzig 1977 鹿毛                                 | Pas de Nom                                             | Admiral's Voyage                                       | Admiral's Voyage |
| 父 *デインヒル 1986 鹿毛 | 父の父Danzig 1977 鹿毛                                 | Pas de Nom                                             | Petitioner                                             |                  |
| 父 *デインヒル 1986 鹿毛 | 父の母Razy Ana 1981 黒鹿毛                             | His Majesty                                            | Ribot                                                  | Ribot            |
| 父 *デインヒル 1986 鹿毛 | 父の母Razy Ana 1981 黒鹿毛                             | His Majesty                                            | Flower Bowl                                            |                  |
| 父 *デインヒル 1986 鹿毛 | 父の母Razy Ana 1981 黒鹿毛                             | Spring Adieu                                           | Buckpasser                                             | Buckpasser       |
| 父 *デインヒル 1986 鹿毛 | 父の母Razy Ana 1981 黒鹿毛                             | Spring Adieu                                           | Natalma                                                |                  |
| 母 Lagrion 1989 黒鹿毛   | 母の父Diesis 1980 栗毛                                 | Sharpen Up                                             | *エタン                                                | *エタン          |
| 母 Lagrion 1989 黒鹿毛   | 母の父Diesis 1980 栗毛                                 | Sharpen Up                                             | Rocchetta                                              |                  |
| 母 Lagrion 1989 黒鹿毛   | 母の父Diesis 1980 栗毛                                 | Doubly Sure                                            | Reliance                                               | Reliance         |
| 母 Lagrion 1989 黒鹿毛   | 母の父Diesis 1980 栗毛                                 | Doubly Sure                                            | Soft Angels                                            |                  |
| 母 Lagrion 1989 黒鹿毛   | 母の母Wrap It Up 1979                                  | Mount Hagen                                            | Bold Bidder                                            | Bold Bidder      |
| 母 Lagrion 1989 黒鹿毛   | 母の母Wrap It Up 1979                                  | Mount Hagen                                            | Moonmadness                                            |                  |
| 母 Lagrion 1989 黒鹿毛   | 母の母Wrap It Up 1979                                  | Doc Nan                                                | Francis S.                                             | Francis S.       |
| 母 Lagrion 1989 黒鹿毛   | 母の母Wrap It Up 1979                                  | Doc Nan                                                | Betty W.                                               |                  |
| 母系(F-No.)              | (FN:9-c)                                               | (FN:9-c)                                               | (FN:9-c)                                               | [ § 3 ]          |
| 5代内の近親交配          | Native dancer 5･5×5、Tom Fool 5×5、Natalma 4･4（父内） | Native dancer 5･5×5、Tom Fool 5×5、Natalma 4･4（父内） | Native dancer 5･5×5、Tom Fool 5×5、Natalma 4･4（父内） | [ § 4 ]          |
| 出典                     | 1. 2. 3. 4.                                            | 1. 2. 3. 4.                                            | 1. 2. 3. 4.                                            | 1. 2. 3. 4.      |

- 甥に2020年英ダービー勝ち馬のサーペンタイン、2024年ファルコンステークス・スワンステークス勝ち馬のダノンマッキンリーがいる。